# No Rules!
«No Rules!» (с англ. — «Без правил!») — песня финского художника Теему Кейстери, известного под сценическим псевдонимом Windows95man. Песня представляла Финляндию на конкурсе песни Евровидение-2024.

## О песне
«No Rules» сочинили и написали Анри Пииспанен, Юсси Ройн и Теему Кейстери. В интервью Кейстери заявил, что песня это послание, призывающее не «воспринимать всё так серьёзно», с намерением Кейстери быть максимально расслабленным во время исполнения. Кроме того, название песни отсылает к мантре Кейстери, которую он использует на протяжении всей своей жизни.
Кейстери образовал дуэт с Анри Пииспаненом после того, как понадобился певец, способный брать более высокие ноты, чем он сам. Было объявлено, что Кейстери и Пииспанен примут участие в национальном отборе Uuden Musiikin Kilpailu 10 января 2024 года, а официальная премьера песни состоялась шесть дней спустя.

## Критика
Песня получила разные отзывы от нескольких репортеров. Бен Робертсон из ESC Insight похвалил песню и её послание, отметил «простоту» и за то, что она является более «глупой» по сравнению с другими, присланными на конкурс «Евровидение», заявив, что он убеждён, что конкурс создан не только для серьёзных песен. Юусо Мяэттянен из «Хельсингин Саномат» выдал нейтральный анализ песни, заявив, что финский народ решил «показать средний палец [жюри]… [и] войти на Евровидение с шуткой [песней]… однако так оно и есть». К чести песни также то, что она звучит очень хорошо».

## Чарты
| Чарт (2024)                         | Пик position |
| ----------------------------------- | ------------ |
| Финляндия (Suomen virallinen lista) | 6            |

## История релизов
| Страна  | Дата           | Формат(ы)                   | Лейбл                    |
| ------- | -------------- | --------------------------- | ------------------------ |
| Various | 16 января 2024 | Цифровая загрузка стриминги | All Day Entertainment Oy |